# Norbert Gollinger

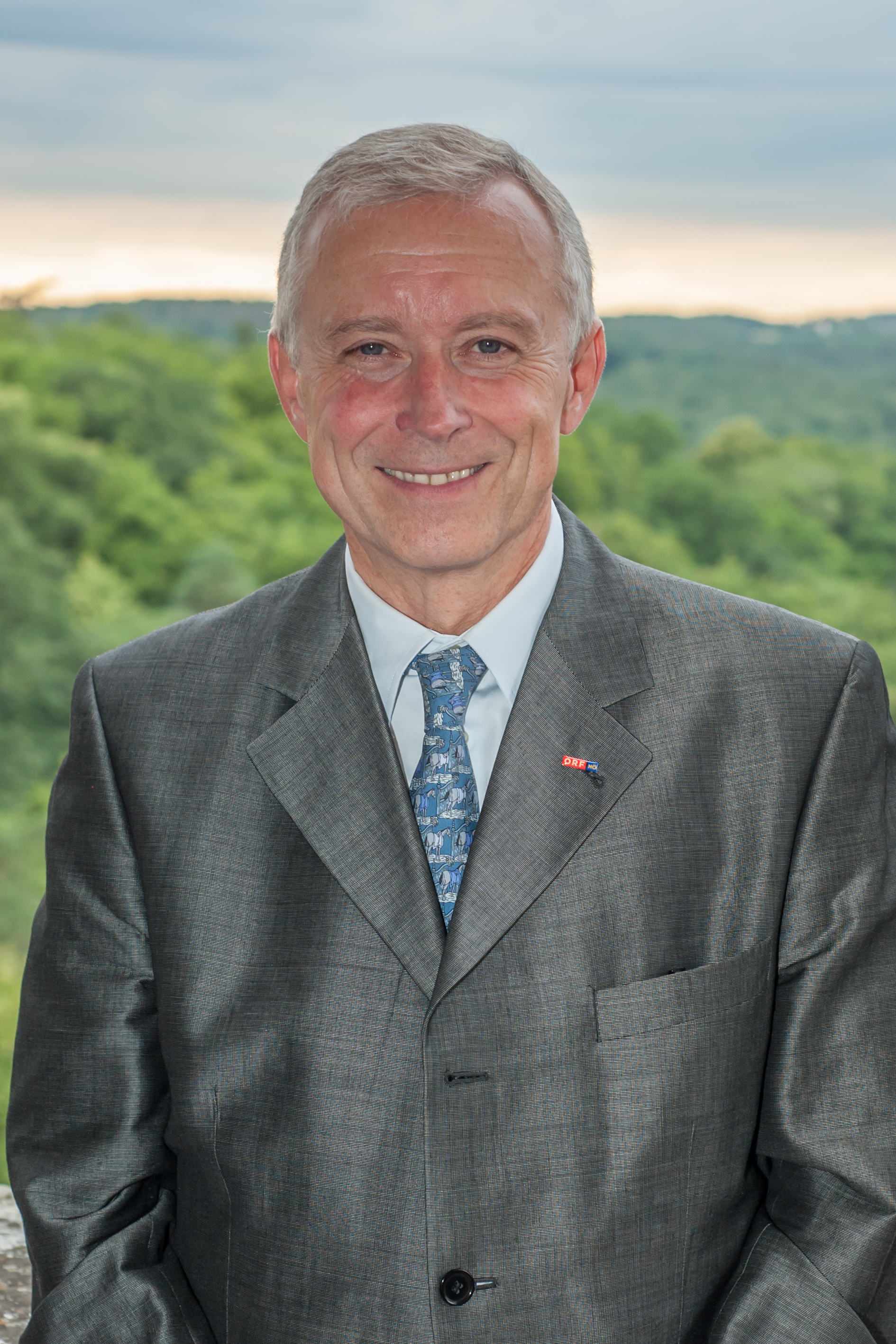
Norbert Gollinger (2016)

Norbert Gollinger (* 14. Oktober 1956 in Wien) ist ein österreichischer Rundfunkmanager und Journalist. Von 2002 bis 2021 war er Landesdirektor beim ORF Niederösterreich.

## Leben und Wirken
Norbert Gollinger studierte nach der Matura an der Universität Wien Germanistik und Publizistik.
Seit dem Jahr 1979 ist er beim ORF, wo er als Reporter und Redakteur schon beim ORF Niederösterreich begann. In den Jahren von 1984 bis 1994 war er beim Aktuellen Dienst für Innenpolitik tätig. In den folgenden Jahren bis 1998 war er im Sendungsteam von Zeit im Bild, wobei er in den beiden letzten Jahren dessen Chef war.
Im Jahr 1998 wechselte er wieder zum Landesstudio Niederösterreich als Chefredakteur. Im Jahr 2002 wurde er vom ORF-Stiftungsrat zum Landesdirektor bestellt. 2022 folgte ihm Robert Ziegler in dieser Funktion nach.
Im Juli 2023 wurde bekannt, dass der aus Gutenstein stammende Gollinger im Herbst 2023 Johannes Krisch als Intendant der Raimundspiele Gutenstein nachfolgen soll.

## Auszeichnungen
- Silbernes Komturkreuz des Ehrenzeichens für Verdienste um das Bundesland Niederösterreich (2006)[3]
- Verleihung des Berufstitels Professor
- Goldenes Komturkreuz des Ehrenzeichens für Verdienste um das Bundesland Niederösterreich (2016)[4]